# Yeniyazlık, Yağlıdere
Yeniyazlık là một xã thuộc huyện Yağlıdere, tỉnh Giresun, Thổ Nhĩ Kỳ. Dân số thời điểm năm 2011 là 81 người.